# Мишел Борт
Мишел Борт (на английски: Michelle Borth) (родена на 19 август 1978 г.) е американска актриса. Известна е с ролята си на Катрин Ролинс в сериала „Хавай 5-0“. Има и гостуващи роли в сериали като „Фреди“, „Свръхестествено“ и „Закон и ред: Специални разследвания“.